# Municipio de Banner (condado de Smith)
El municipio de Banner (en inglés: Banner Township) es un municipio ubicado en el condado de Smith en el estado estadounidense de Kansas. En el año 2010 tenía una población de 53 habitantes y una densidad poblacional de 0,57 personas por km².

## Geografía
El municipio de Banner se encuentra ubicado en las coordenadas 39°41′53″N 98°47′8″O / 39.69806, -98.78556. Según la Oficina del Censo de los Estados Unidos, el municipio tiene una superficie total de 93.22 km², de la cual 93,22 km² corresponden a tierra firme y (0 %) 0 km² es agua.

## Demografía
Según el censo de 2010, había 53 personas residiendo en el municipio de Banner. La densidad de población era de 0,57 hab./km². De los 53 habitantes, el municipio de Banner estaba compuesto por el 96,23 % blancos y el 3,77 % eran de una mezcla de razas. Del total de la población el 0 % eran hispanos o latinos de cualquier raza.